# Тимошинська (Лузький район)
Тимо́шинська (рос. Тимошинская) — присілок у складі Лузького району Кіровської області, Росія. Входить до складу Папуловського сільського поселення.
Населення становить 10 осіб (2010, 17 у 2002).
Національний склад станом на 2002 рік — росіяни 100 %.